# Saint-Trojan-les-Bains
Saint-Trojan-les-Bains é uma comuna francesa localizada no departamento de Charente-Maritime na região administrativa da Nova Aquitânia, no sudoeste da França.